# Combat Circus
Combat Circus è il secondo album di studio del gruppo ska punk italiano Talco. È stato prodotto dalla Kob Records e distribuito per il mercato europeo dalla tedesca Mad Butcher Records. Il disco è stato pubblicato dalla formazione con licenza Creative Commons by-nd-3.0.

## Tracce
1. Tortuga – 3:58
2. La sedia vuota – 3:58
3. Il passo del caciurdo – 2:57
4. Combat Circus – 1:29
5. Venghino, signori venghino – 0:47
6. La carovana – 3:12
7. Testamento di un buffone – 3:49
8. Oro nero – 4:28
9. Bella ciao – 2:22
10. La fabbrica del dissenso – 2:22
11. A la patchanka – 0:49
12. Diari perduti – 1:47

## Formazione
- Tomaso De Mattia - voce, chitarra
- Emanuele Randon - chitarra, cori
- Francesco Rioda - basso
- Nicola Marangon - batteria
- Enrico Marchioro - sassofono tenore
- Riccardo Terrin - tromba
- Simone Vianello - tastiera, cori